# Faces (groupe)
Pour les articles homonymes, voir Faces.
Faces est un groupe de rock britannique, originaire de Londres, en Angleterre. Formé en 1969, il se composait d'anciens membres des Small Faces, à savoir Ronnie Lane, Ian McLagan et Kenney Jones et du Jeff Beck Group, soit Rod Stewart et Ron Wood. Après plusieurs reformations à partir de 1986, le groupe cesse définitivement ses activités en 2015.

## Biographie

### Première phase (1969–1975)

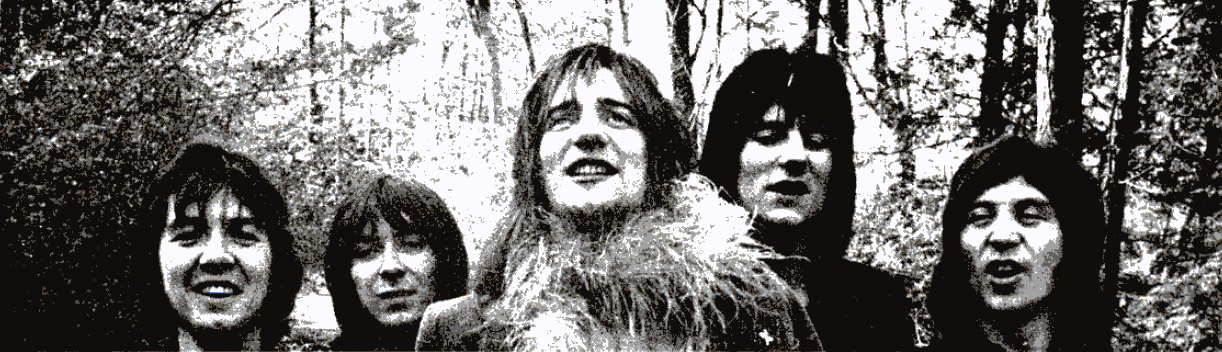
Faces en 1970 (de gauche à droite : Ronnie Lane, Ian McLagan, Rod Stewart, Ron Wood, et Kenny Jones).

Après avoir fait connaissance du jeune Peter Frampton, le chanteur et guitariste Steve Marriott présente celui-ci aux autres membres des Small Faces, dans le but de l'intégrer au groupe. Mais devant leur refus, il quitte  au début de l'année 1969 pour aller former Humble Pie avec Frampton. Les trois membres restants du groupe, Ronnie Lane, Ian McLagan et Kenney Jones, sont dans une période d'incertitude jusqu'à ce que Jones présente aux autres deux valeurs montantes de la scène londonienne : Rod Stewart et Ron Wood, qui viennent de claquer la porte du Jeff Beck Group,. Les cinq musiciens baptisent leur nouveau groupe Faces, bien que leur label, Warner Bros. Records, préfère les voir conserver le nom des Small Faces.
Le premier album des Faces, First Step, sort en mars 1970. Un unique single, Flying, en est extrait. Le groupe commence à tourner aux États-Unis, où il reçoit un accueil mitigé. Les musiciens avouent abuser de breuvages alcooliques pour surmonter le manque d'enthousiasme du public. Finalement, la bonne réputation que leur fait la presse finit par les précéder et les concerts commencent à se jouer à guichet fermé, bien aidés par la popularité grandissante de Rod Stewart qui mène en parallèle une carrière solo. Celui-ci a déjà publié 2 albums sous son nom, An Old Raincoat Won't Ever Let You Down en 1969 et Gasoline Alley en 1970.
Le deuxième album du groupe, Long Player, paraît au début de l'année 1971 ; Had Me a Real Good Time sort en single. Il précède de quelques mois l'album solo de Rod Stewart Every Picture Tells a Story, succès instantané qui se classe no 1 des deux côtés de l'Atlantique, sur lequel les autres membres du groupe participent. Les Faces profitent des retombées commerciales de la carrière solo de leur chanteur et produisent l'année d'après avec Glyn Johns A Nod Is As Good As a Wink... to a Blind Horse, dont est extrait leur principal hit Stay with Me. Chaque concert est maintenant un triomphe, le public composé de fans suit les Faces. A contrario, la presse qui encensait le groupe auparavant brûle maintenant dans ses colonnes chacune de leurs prestations. Qu'importe, le succès va grandissant et le quatrième album des Faces, Ooh La La, sort en 1973 à grand renfort de spots publicitaires. L'album se vend énormément et se classe rapidement no 1 des ventes au Royaume-Uni.
Cependant, Ronnie Lane sent que Rod Stewart s'approprie peu à peu le groupe, au détriment des autres musiciens : il regrette notamment de ne pas avoir davantage l'occasion de chanter les titres qu'il compose. Il quitte le groupe en 1973 pour fonder Slim Chance. Pour le remplacer, Rod Stewart fait appel au bassiste japonais Tetsu Yamauchi, ex-Free. Le groupe enchaîne alors concert sur concert, mais l'album live Coast to Coast: Overture and Beginners, paru en 1974, est sévèrement critiqué. Les Faces enregistrent encore quelques titres ensemble, mais la flamme n'y est plus. Ron Wood rejoint les Rolling Stones en 1975, et le groupe se sépare en décembre de la même année.

### Réunions (2009–2015)
En 1986, les Faces sont réunis sur scène lors du rappel d'un concert de Rod Stewart au stade de Wembley. Victime d'une sclérose en plaques, Ronnie Lane se contente de chanter dans son fauteuil roulant, la basse étant tenue pour l'occasion par Bill Wyman. Le groupe se retrouve à nouveau à la cérémonie des Brit Awards en 1993, sans Ronnie Lane trop affecté par la maladie, il meurt en 1997.
En 2009, McLagan, Jones et Wood participent sous le nom des Faces à un concert de charité pour le Performing Rights Society's Music Members' Benevolent Fund. Bill Wyman assure à nouveau la basse, tandis que plusieurs chanteurs se relaient pour remplacer Rod Stewart. Le groupe se réunit officiellement l'année suivante avec Mick Hucknall au chant et Glen Matlock à la basse.
Le 25 mai 2010, les Faces sont officiellement annoncés avec Hucknall au chant, et Glen Matlock des Sex Pistols à la basse. Le groupe joue en concert en 2010 et 2011, au Royaume-Uni, en Belgique, aux Pays-Bas, et au Japon. The Small Faces/Faces sont induits au Rock and Roll Hall of Fame en 2012,. Le 23 mars 2012, les Faces annoncent leur retour avec Rod Stewart pour jouer à la cérémonie, pour la première fois en 19 ans. Cependant, à la veille de la cérémonie, Stewart lutte contre une grippe et Hucknall devra chanter à sa place. En juin 2013, Kenney Jones confirme l'intention du groupe de revenir en 2014. Mais, Ian McLagan meurt le 3 décembre 2014, mettant cette réunion en doute.
Rod Stewart, Ronnie Wood et Kenney Jones jouent brièvement au Hurtwood Polo Club, le 5 septembre 2015. Le concert de réunion est acclamé par The Telegraph.

## Membres

### Derniers membres
- Rod Stewart - chant (1969-1975; 2025)
- Ron Wood - guitare (1969-1975, 2009-2015, 2025)
- Kenney Jones - batterie (1969-1975, 2009-2015, 2025)

### Anciens membres
- Glen Matlock - basse (2009-2015)
- Mick Hucknall - chant (2009-2015)
- Ronnie Lane - chant, basse (1969-1973 ; mort en 1997)
- Tetsu Yamauchi - basse (1973-1975)
- Ian McLagan - claviers (1969–1975, 2009–2014 ; mort en 2014)
- Jesse Ed Davis - guitare (1975 ; mort en 1988)

## Discographie

### Albums studio
- 1970 : First Step
- 1971 : Long Player
- 1971 : A Nod Is As Good As a Wink... to a Blind Horse
- 1973 : Ooh La La

### Compilations et live
- 1972 : Rod Stewart and The Faces
- 1974 : Coast to Coast: Overture and Beginners (Enregistré Live au Centre des Congrès d'Anaheim en Californie et au Hollywood Palladium à Los Angeles - octobre 1973) - (Crédité Rod Stewart and The Faces)
- 1976 : Snakes and Ladders / The Best of Faces
- 1999 : The Best of Faces: Good Boys... When They're Asleep
- 2004 : Five Guys Walk into a Bar...
- 2015 : 1970-1975: You Can Make Me Dance, Sing or Anything (Coffret 5CD : 4 albums studio remastérisés inclus 18 titres bonus + 1 CD 9 titres remastérisés Stray Singles and B-Sides)
- 2024 : Faces at the BBC: Complete Concert & Session Recordings 1970-1973 (Coffret 8CD)

### Singles
- 1969 : Flying
- 1971 : Had Me a Real Good Time
- 1971 : Maybe I'm Amazed
- 1971 : Stay with Me
- 1971 : (I Know) I'm Losing You
- 1972 : Cindy Incidentally
- 1973 : Pool Hall Richard
- 1974 : You Can Make Me Dance, Sing or Anything (Even Take the Dog for a Walk, Mend a Fuse, Fold Away the Ironing Board, or Any Other Domestic Shortcomings)